# Paulo Macarini
Paulo Macarini (Capinzal, 23 de março de 1932 — Curitiba, 9 de fevereiro de 2006) foi um advogado e político brasileiro.

## Vida
Filho de Antônio Macarini e de Genoefa Macarini, bacharelou-se em direito pela Faculdade de Direito de Santa Catarina, em 1957.

## Carreira
Foi deputado à Câmara dos Deputados na 42ª legislatura (1963 — 1967), eleito pelo Partido Trabalhista Brasileiro (PTB), e na 43ª legislatura (1967 — 1971), eleito pelo Movimento Democrático Brasileiro (MDB).
Foi cassado, com os direitos políticos suspensos por dez anos, pelo disposto no artigo 4 do Ato Institucional Número Cinco, de 13 de dezembro de 1968, expedido pelo decreto de 16 de janeiro de 1969, publicado no Diário Oficial de 17 de janeiro de 1969, página 554.